# Curtis McElhinney
Robert Curtis McElhinney, född 23 maj 1983, är en kanadensisk före detta professionell ishockeymålvakt som senast spelade för Tampa Bay Lightning i NHL. 
Han har tidigare spelat på NHL-nivå för  Carolina Hurricanes, Toronto Maple Leafs, Columbus Blue Jackets, Phoenix Coyotes, Ottawa Senators, Anaheim Ducks och Calgary Flames och på lägre nivåer för Springfield Falcons, Portland Pirates, Quad City Flames och Omaha Ak-Sar-Ben Knights i AHL samt Colorado College Tigers i NCAA och Notre Dame Hounds i SJHL.
McElhinney draftades i sjätte rundan i 2002 års draft av Calgary Flames som 176:e spelare totalt.
Åren 2020 och 2021 vann McElhinney Stanley Cup tillsammans med Tampa Bay Lightning. Den 25 september 2021 meddelade McElhinney via sitt Instagram-konto att han avslutat karriären.